# Alfortville
Alfortville ist eine französische Gemeinde bei Paris mit 45.569 Einwohnern (Stand 1. Januar 2022) im Département Val-de-Marne in der Region Île-de-France. Sie existiert seit dem 1. April 1885. Damals trennte sie sich von Maisons-Alfort, nachdem das Gemeindegebiet durch die Bahnlinie Paris-Lyon in zwei Teile geschnitten wurde.

## Geschichte
Die Gemeinde war bis Ende des 19. Jahrhunderts eher ländlich geprägt und wuchs dann um 1900 sehr stark durch die Industrialisierung. Seit dem Zweiten Weltkrieg stieg die Einwohnerzahl von rund 30.000 auf über 40.000.
Alfortville nahm während des Völkermords an den Armeniern viele armenische Flüchtlinge auf, deshalb sind noch heute viele Einwohner der Stadt armenischer Herkunft. Ihr bekanntester Fußballverein, die UJA Alfortville, entstand gleichfalls aus dieser Bevölkerungsgruppe heraus. 1929 wurde der Kommunist Marcel Capron zum Bürgermeister gewählt.
1984 führten hier der Graue Wolf Abdullah Çatlı und der türkische Nachrichtendienst einen Bombenanschlag auf die Gedenkstätte zum Völkermord an den Armeniern durch.

## Geographie
Die Gemeinde ist viereinhalb Kilometer lang und nur einen halben bis einen Kilometer breit. Die Nachbargemeinden sind Vitry-sur-Seine, Ivry-sur-Seine, Charenton-le-Pont, Maisons-Alfort, Créteil und Choisy-le-Roi.
Die Gemeinde wird im Westen durch die Seine, im Norden durch die Marne, im Osten durch die Eisenbahnlinie Paris–Lyon und im Süden durch die Autobahn A86 begrenzt.

## Politik
Die Gemeinde wird seit 1965 von einem Bürgermeister der Sozialistischen Partei Frankreichs (PS) regiert. 1988 bis 2012 stand René Rouquet an der Spitze der örtlichen Behörden, seit 2012 ist es Luc Carvounas.

## Partnerstädte
- San Benedetto del Tronto, Italien
- Cantanhede, Portugal
- Ochakan, Armenien
- Aschtarak, Armenien

## Persönlichkeiten
- Oriane Ondono (* 1996), Handballspielerin
- Zinédine Ould Khaled (* 2000), Fußballspieler